# Знам'янка (Харківський район)
Зна́м'янка (в минулому — Івани) — село в Україні, у складі Нововодолазької громади Харківського району Харківської області. Населення становить 479 осіб. Колишній (до 2017) орган місцевого самоврядування — Знам'янська сільська рада.

## Географія
Село Знам'янка розташоване на річці Івани, вище за течією на відстані 4 км розташоване село Просяне, нижче за течією на відстані 3 км в місці впадання річки Івани в річку Мжа розташоване село Круглянка. Річка сильно заболочена, на ній зроблено кілька загат. До села примикає кілька лісових масивів (дуб). Недалеко від села проходять автомобільні дороги Р51 і Т 1901).

## Населення

### Мова
Розподіл населення за рідною мовою за даними перепису 2001 року:
| Мова       | Кількість | Відсоток |
| ---------- | --------- | -------- |
| українська | 430       | 89.77%   |
| російська  | 49        | 10.23%   |
| Усього     | 479       | 100%     |

## Історія
Село вперше згадується у 1748 році. Початково це було Знам'янське або Івани у складі Харківського слобідського полку.
За даними на 1864 рік у власницькому селі Знам'янське (Івани), центрі Знам'янської волості Валківського повіту Харківської губернії, мешкало 1478 осіб (728 чоловічої статі та 750 — жіночої), налічувалось 159 дворових господарств, існували православна церква та винокурний завод.
Станом на 1885 рік на колишньому власницькому селі, центрі Знам'янської волості мешкало 1396 осіб, налічувалось 253 дворових господарства, існували православна церква, школа, відбувався щорічний ярмарок.
За переписом 1897 року кількість мешканців зросла до 1567 осіб (766 чоловічої статі та 801 — жіночої), з яких всі — православної віри.
Станом на 1914 рік кількість мешканців зросла до 1572 осіб.
Під час організованого радянською владою Голодомору 1932—1933 років померло щонайменше 111 жителів села.
12 червня 2020 року, розпорядженням Кабінету Міністрів України № 725-р «Про визначення адміністративних центрів та затвердження територій територіальних громад Харківської області», увійшло до складу Нововодолазької селищної громади.
19 липня 2020 року, в результаті адміністративно-територіальної реформи та ліквідації Нововодолазького району, село увійшло до складу новоутвореного Харківського району.

## Економіка
- Дрібні фермерські господарства займаються землеробством.
- Підприємство ТОВ «Норма», обробіток земельних паїв громадян.
- Підприємство СТОВ «ЛАН», обробіток земельних паїв громадян.
- Товарне вирощування риби в ставку.

## Об'єкти соціальної сфери
- Школа (будівля поміщиків Дуніних — Барковських 1875 року).
- Фельдшерсько-акушерський пункт.
- Будинок культури.
- Музей історії села Знам'янка.
- Музей історії освіти в селі Знам'янка.
- Адміністративна будівля Знам'янської сільської ради.
- Бібліотека

## Пам'ятка природи
- Ентомологічний заказник місцевого значення «Пересіл» — об'єкт природно-заповідного фонду Харківської області.
- Іванья — орнітологічний заказник.